# 潘家大屋
潘家大屋，位于中国广东省肇庆市德庆县德城镇东毫东街，为德庆县的一个县级文物保护单位，类型为古建筑，公布时间为2001年8月23日。
潘家大屋的历史年代为清代。